# 潘家铮水电奖学金
潘家铮水电奖学金是为弘扬中国水利工程专家潘家铮"忠诚敬业、求实创新"的精神而设立的奖学金。

## 奖励对象
全国重点大学水电水利专业和水电水利类院校在校本科生、水电水利类院校及科研单位在读研究生。